# Municipio de Perry (condado de Gallia)
El municipio de Perry (en inglés: Perry Township) es un municipio ubicado en el condado de Gallia en el estado estadounidense de Ohio. En el año 2010 tenía una población de 1595 habitantes y una densidad poblacional de 16,05 personas por km².

## Geografía
El municipio de Perry se encuentra ubicado en las coordenadas 38°48′35″N 82°23′52″O / 38.80972, -82.39778. Según la Oficina del Censo de los Estados Unidos, el municipio tiene una superficie total de 99.35 km², de la cual 98,67 km² corresponden a tierra firme y (0,69 %) 0,68 km² es agua.

## Demografía
Según el censo de 2010, había 1595 personas residiendo en el municipio de Perry. La densidad de población era de 16,05 hab./km². De los 1595 habitantes, el municipio de Perry estaba compuesto por el 98,62 % blancos, el 0,31 % eran afroamericanos, el 0,25 % eran amerindios, el 0,06 % eran asiáticos, el 0,19 % eran de otras razas y el 0,56 % eran de una mezcla de razas. Del total de la población el 0,82 % eran hispanos o latinos de cualquier raza.